# リキニア・エウドクシア
リキニア・エウドクシア（Licinia Eudoxia, 422年 - 462年）は、ウァレンティニアヌス3世の皇后。のちペトロニウス・マクシムスの皇后となった。

## 生涯
東ローマ皇帝テオドシウス2世と皇后アエリア・エウドキアの娘として生まれた。437年にテッサロニキでウァレンティニアヌスと結婚。この結婚には、テオドシウス朝の融合が期待されていた。エウドクシアは439年に長女エウドキアを生み、「アウグスタ」となった。
455年、夫ウァレンティニアヌスがペトロニウス・マクシムスに殺された。その日のうちにペトロニウスは即位し、簒奪者の常として皇位の正当性を揺るぎないものにするために、エウドクシアは彼と結婚させられた。夫の殺害者と結婚したエウドクシアが幸福であるはずがなく、彼女はヴァンダル族の王ガイセリックに助けを求めた。皇女エウドキアをガイセリックの息子の一人と結婚させるという条件をとりつけたのち、ガイセリックは素早くローマを急襲した。ペトロニウスは逃亡を図ったが失敗し、ローマの群衆に殺された。ローマでヴァンダル族は略奪をはたらき、皇后エウドクシアや皇女エウドキアとプラキディアの3人を含む皇族たちを人質として連れ去った。
エウドクシア親子はカルタゴに7年留め置かれ、東ローマ皇帝レオ1世が払った巨額の身代金によりようやく解放された。エウドクシアとプラキディアはコンスタンティノープルへ行き、フネリック（ガイセリックの子）の妻となってヒルデリックを生んでいたエウドキアはアフリカに残った。プラキディアはのちにオリブリオスの妻となった。